# Buddy Daddies
『Buddy Daddies』（バディ・ダディズ）はP.A.WORKS制作による日本のテレビアニメ。2022年10月22日に制作発表され、2023年1月から4月までTOKYO MXほかにて放送された。

## あらすじ
殺し屋バディである一騎と零はとあるクリスマスパーティで人身売買組織のボスを暗殺するが、そこへ「パパ」と抱きつく幼女が飛び込んでくる。彼女はボスの隠し子で4歳のミリだった。二人はやむなく父親の死を隠してミリと同居し育てることになる。手のかかる幼児の世話と裏稼業の両立に二人は苦労する。
1年後、改心したミリの母親美咲があらわれミリを引き取る。だが美咲はマフィアの殺し屋に暗殺される。ミリを助けだした一騎はミリを遠くの施設に預けることを考えるが、零は反対。二人は裏稼業から足を洗い組織を抜けることを決意。幼稚園のクリスマス会の日、一騎と零は、零の実家の組織に乗り込み絶縁を宣言する。
それから十数年後、一騎と零は海辺の街でダイナーを営み、高校生になったミリと家族として暮らしている。

## 登場人物
来栖 一騎（）
声 - 豊永利行
主人公。28歳。殺し屋。適当で能天気。親の顔を知らない出自で素行不良な少年時代を過ごしたと言う。ひょんなことからミリを育てることになり、同時に彼女を騙し続けざるを得なくなる。家事全般を務める。物語開始時点では子育てのために仕事をしなかったが金欠になったことから再度、仕事を始める。
美咲の死後、組織を抜けた零と共に殺し屋稼業を廃業。ダイナーを開いてミリを育てた。
諏訪 零（）
声 - 内山昂輝
一騎の相棒。25歳。誕生日は8月10日。殺し屋。冷静な性格。一騎同様ひょんなことからミリを育てることになり、同時に彼女を騙し続けざるを得なくなる。殺し屋の際は目つきが変わる。身体訓練はしているが、普段は極度のゲーマーで引きこもり。
美咲の死後、重毅に面と向かって『組織を抜ける』と告げる。そして重毅に対し自ら腕を撃ち抜くことで、『これで組織の一員としては使い物にならなくなった』と証明し殺し屋を廃業する。家事全般がダメだったものの、一騎から認められたフレンチトーストはその後、腕を磨いてダイナーで人気メニューとなっている。
海坂 ミリ（）
声 - 木野日菜
一騎と零にひょんなことから育てられることになった女の子。4歳。実はマフィアの娘で父親を一騎と零に殺されているが本人はそれを知らない。
一時期は美咲と共に過ごしたが美咲は死んでしまい、再び一騎と零に育てられる。高校生となってからは美咲の死を理解するも、一騎と零が本当の父親で家族であると思っており幸せな生活を送っている。
九棋 久太郎（）
声 - 森川智之
一騎と零の雇い主。32歳。喫茶店のマスター。普段は穏やかだが、一度怒ると容赦しない。ミリとの関係を理解した上で協力してくれる。
小木埜が自身に接触し、ミリと一騎の身辺を調べていることを知り二人の命の危険を悟る。美咲に一騎たちが殺し屋であることを伝え、ミリを引き取って暮らすように諭す。そうして小木埜の手が及ばないように仕向けたが、結果的にミリたちの住むアパートに踏み込まれ美咲を殺されてしまう。そのため、『美咲が殺されたのは、身辺調査を知っていながら何もできなかった自分のせいだ』と自責の念にかられるようになる。
小木埜 了（）
声 - 真殿光昭
殺し屋。諏訪重毅を「ボス」と呼称。何の感情も持たず多くの人を殺害してきた殺人マシーン。巨大な体と圧倒的な力で数々の組織を壊滅させ仕事を求め各地を転々としている。標的が死ぬ間際、最後に残す言葉をメモするクセがある。久太郎と知り合いで一騎の妻の柚子が死亡した事件にも関わり、一騎が標的を尾行中、その標的の乗った車のタイヤに小木埜が銃撃した事で標的が交通事故を起こし、不幸にも標的が交通事故を起こした場所が一騎と柚子の待ち合わせ場所で、その標的が交通事故を起こした事で車の爆発に巻き込まれる形で柚子が死亡した事で事故だったが事実上で柚子を殺害した張本人だが一騎はその事を知らない。
久太郎を通じてミリと一騎の身辺を調べており、美咲にミリが引き取られたことを知るとアパートに乗り込み宅配業者を装って美咲を殺害。零の連絡で乗り込んできた一騎にも重傷を負わせる。一騎と久太郎が先手を打ったことで一騎とミリの始末は未遂に終わり、自身は逃亡を謀る。
組織を抜けるため、直談判しに来た零と一騎を迎え撃ちあと一歩のところまで追いつめるが、一騎に背後から短刀で刺される。上手く交わそうとするも、零に突き飛ばされた衝撃で短刀が喉を貫き致命傷を負う。最後の力を振り絞り持っていたメモ帳に手を伸ばそうとするが、一騎が投げつけたライターの火がガスに引火。爆死すると同時にメモ帳含めすべてが吹き飛ぶ。
海坂 美咲（）
声 - 森なな子
ミリの母親。スナックのママ兼歌手。歌手への道を目指す真っ只中、ミリの父だったマフィアのボスと不倫の末にシングルマザーでミリを出産。ところがそのせいで夢を諦めることになり、娘を愛する事よりも憎しみしか抱かなくなり実質、育児放棄している。男運が悪く、荒んだ生活を送っていたが首に癌が転移してしまい、店を解雇され男にも捨てられてしまう。第10話で改心し、ミリを引き取りにミリが通うあおぞら保育園に突然現れ、実家に帰り真面目に生活しようと、一騎と零に全て事情を話し頼み込んで来た。実は癌が首に転移した際、久太郎から連絡を受け同時に一騎と零が殺し屋である事とミリの今を全て聞かされ、一騎たちの素性を知っている。『親が殺し屋なんて世間に言えるだろうか？』と気にしたことで、ミリを引き取ることになった。首に癌での傷がありスカーフで隠している。
一騎と零からミリを引き取って以降は、シングルマザーとしてミリとの新たな生活をスタートさせ幸せな生活を送ろうとしていた。しかし諏訪から目をつけられ、身辺調査をしていた小木埜の銃弾に倒れる。絶命の直前、一騎にミリを託し命を落とした。
羽生 杏奈（）
声 - 照井春佳
あおぞら保育園の保育士。肥満体で力持ち。おっとりした性格で子供達から「あんなちゃん」と呼称される。ピアノが弾けない。子育てに慣れていない一騎と零の良き相談相手でもある。
来栖 柚子（）
声 - 伊藤静
一騎の妻。故人。一騎が標的を尾行中、その標的の乗った車のタイヤに小木埜が銃撃した事で標的が交通事故を起こし、不幸にも標的が交通事故を起こした場所が一騎との待ち合わせ場所で、その標的が交通事故を起こした事で爆発に巻き込まれる形で命を落とす。この死は長きに渡り、一騎を苦しめることになる。
泉 かりん（）
声 - 長谷川育美
柚子の妹。留学を控えている。不運な事故により姉を失ったが、そのせいで責任を感じる一騎のことを気にしている。留学後はパリでの生活を満喫している。
諏訪 重毅（）
声 - 藤真秀
零の父で組織のボス。父の愛情が無く零とはマフィアの上司と部下の関係で接し、零に殺し屋の腕を叩き込んだ張本人で零には「ボス」と呼称させ稼業を継ぐように命じる。
条件付きで零の今の暮らしを容認させたが、『邪魔者は排除すべき』という考えを持っており、零が一騎やミリと楽しそうに過ごしていることを把握し、零の願いにも聞く耳を持たず小木埜を介して、二人の暗殺を計画する。
『組織を抜けたい』という考えを持つ零に対し、『組織からどうやっても逃れることはできない』と強請る。しかし零が自ら自分の腕を撃ち、『この腕が組織にとって必要なら、このケガで使えなくなった』と切り出される。別れを告げられ、零の背後に銃口を向けるが結局、銃撃することはできなかった。零はその後、組織を完全に離れたため以降の動向は不明である。
梶 悟（）
声 - 木下浩之
組織の一員。零の師匠。組織を裏切ったことで重毅から抹殺対象とされる。始末を命じられた零と激しくやりあうが、最後は足を滑らせ転落死する。

## スタッフ
- 原作 - KRM's HOME[2]
- 監督 - 浅井義之[2]
- ストーリー原案 - 下倉バイオ[2]
- シリーズ構成 - 柿原優子、下倉バイオ[2]
- キャラクター原案 - エナミカツミ[2]
- キャラクターデザイン・総作画監督 - 佐古宗一郎[2]
- 総作画監督 - さとう沙名栄
- 衣装設定 - 石井かおり[2]
- プロップ設定 - 鍋田香代子[2]
- 銃器・車両設定 - 秋篠 DENFORWORD 日和[2]
- 美術監督 - 杉浦美穂[2]
- 美術設定 - 竹内志保、牧野博美[2]
- 色彩設計 - 中野尚美[2]
- 撮影監督 - 川瀬輝之[2]
- 3D監督 - 鈴木晴輝[2]
- 2DWORKS - 向井吉秀[2]
- 編集 - 高橋歩[2]
- 音響監督 - 飯田里樹[2]
- 音響効果 - 小山恭正[2]
- 音楽 - 北川勝利[2]
- 音楽プロデューサー - 山内真治
- 音楽ディレクター - 安谷屋光生
- プロデューサー - 鳥羽洋典、辻充仁
- ラインプロデューサー - 橋本真英
- 音響制作 - ビットグルーヴプロモーション[2]
- 制作 - P.A.WORKS[2]
- 製作 - Buddy Daddies製作委員会

## 主題歌
「SHOCK!」
Ayaseによるオープニングテーマ。作詞・作曲・編曲はAyase。
「My Plan」
DURDNによるエンディングテーマ。作詞はyacco、Baku、作曲はSHINTA、yacco。

## 評価
クランチロール・アニメアワード2024において、最優秀オリジナルアニメ賞を受賞した。

## 各話リスト
| 話数                     | サブタイトル                  | 脚本         | 画コンテ              | 演出                       | 作画監督 | 初放送日      |
| ------------------------ | ----------------------------- | ------------ | --------------------- | -------------------------- | --- | ------------- |
| #01                      | PIECE OF CAKE                 | 柿原優子     | 浅井義之              | 太田知章                   | 矢野康平 三宮哲太 佐古宗一郎 杉光登 野田友美 降籏秀吉 Park ji-seung                                               | 2023年 1月7日 |
| #02                      | THE KISS OF DEATH             | 柿原優子     | 浅井義之              | 佐々木勅嘉                 | 三好有香 宮崎司 齋藤佳子 さとう沙名栄 加藤明日美 酒井美佳 中熊太一 舘崎大 Amphibi かじ Nyki Ikyn                  | 1月14日       |
| #03                      | SPICE OF LIFE                 | 柿原優子     | 許琮 浅井義之         | 川面真也                   | 矢野康平 さとう沙名栄 金正男 杉光登 稲熊一晃 若林広大 酒井美佳 Lee Beom-jin Yun Jeong-hye Park Ae-ri              | 1月21日       |
| #04                      | WHAT WILL BE, WILL BE         | 柿原優子     | 許琮                  | 高橋雅和                   | 兒玉ひかる 承山菜美 ハンミンギ                                                                                    | 1月28日       |
| #05                      | CRUNCH TIME                   | 柿原優子     | 市村徹夫              | 市村徹夫                   | 小島明日香 三宮哲太 鍋田香代子 さとう沙名栄 成松義人 佐藤好 舘崎大                                                | 2月4日        |
| #06                      | LOVE IS BLIND                 | 柿原優子     | 篠原俊哉              | 佐々木達也                 | 檜垣彰子 藤谷奈美 Kang Il-goo Joo Ok-yoon Ryu Seung-cheol 金慧秀 柳昇希 姜美愛 金慶鎬 朴在石                      | 2月11日       |
| #07                      | AFTER RAIN COMES FAIR WEATHER | 中西やすひろ | 小島正幸              | 熨斗谷充孝                 | 天野和子 宮崎司 井上裕亮 田中未来 村長由紀                                                                        | 2月18日       |
| #08                      | NOTHING SEEK, NOTHING FIND    | 中西やすひろ | 岡村天斎              | 高村彰 佐々木勅嘉 浅井義之 | 宮崎司 矢野康平 三宮哲太 天野和子 井上裕亮 鍋田香代子                                                             | 2月25日       |
| INTER MISSION （総集編） | CHERRY-PICK                   | 神林裕介     | -                     | -                          | - | 3月4日        |
| #09                      | NO SWEET WITHOUT SWEAT        | 柿原優子     | 倉川英揚              | 佐々木勅嘉                 | 田中未来 酒井美佳 柳瀬譲二 吉田肇 金正男 中島美子 佐々木勅嘉                                                      | 3月11日       |
| #10                      | LOST AT SEA                   | 柿原優子     | 日下部智津子          | 境隼人                     | 佐伯直実 松林志穂美                                                                                               | 3月18日       |
| #11                      | EVERYONE WILL BE HYPOCRITES   | 中西やすひろ | 寺東克己 アベユーイチ | 高橋雅和 萩原悠理          | 小倉恭平 承山菜美 鍋田香代子 さとう沙名栄 稲熊一晃 金正男 成松義人 吉田肇                                         | 3月25日       |
| #12                      | Daughter Daddies              | 下倉バイオ   | 岡村天斎 浅井義之     | 太田知章                   | 宮崎司 井上裕亮 三宮哲太 柳瀬譲二 稲熊一晃 鍋田香代子 杉光登 大東百合恵 齊藤佳子 さとう沙名栄 佐古宗一郎 藤谷奈美 | 4月1日        |

## 放送局・配信サイト
| 放送期間              | 放送時間                     | 放送局         | 対象地域   | 備考                                 |
| --------------------- | ---------------------------- | -------------- | ---------- | ------------------------------------ |
| 2023年1月7日 - 4月1日 | 土曜 0:00 - 0:30（金曜深夜） | TOKYO MX       | 東京都     | 製作参加                             |
|                       |                              | とちぎテレビ   | 栃木県     |                                      |
|                       |                              | 群馬テレビ     | 群馬県     |                                      |
|                       |                              | BS11           | 日本全域   | 製作参加 / BS放送 / 『ANIME+』枠     |
| 2023年1月8日 - 4月2日 | 日曜 2:30 - 3:00（土曜深夜） | メ〜テレ       | 中京広域圏 | 製作参加                             |
|                       |                              | 朝日放送テレビ | 近畿広域圏 | 『ANiMAZiNG2!!!』枠                  |
|                       | 日曜 21:30 - 22:00           | AT-X           | 日本全域   | CS放送 / 字幕放送 / リピート放送あり |

| 配信開始日    | 配信時間                     | 配信サイト |
| ------------- | ---------------------------- | --- |
| 2023年1月7日  | 土曜 0:00 - 0:30（金曜深夜） | ABEMA |
| 2023年1月9日  | 月曜 12:00 更新              | バンダイチャンネル dアニメストア （本店・for Prime Video） DMM TV FOD GYAO! Hulu music.jp Netflix ニコニコチャンネル Prime Video U-NEXT アニメ放題 Video Market WOWOWオンデマンド |
| 2023年1月10日 | 火曜 0:00（月曜深夜） 更新   | TELASA J:COMオンデマンド auスマートパスプレミアム milplus |

## BD / DVD
| 巻 | 発売日        | 収録話                      | 規格品番      | 規格品番      |
| 巻 | 発売日        | 収録話                      | BD限定版      | DVD限定版     |
| -- | ------------- | --------------------------- | ------------- | ------------- |
| 1  | 2023年3月22日 | 第1話 - 第2話               | ANZX-16321/2  | ANZB-16321/2  |
| 2  | 2023年4月26日 | 第3話 - 第4話               | ANZX-16323/4  | ANZB-16323/4  |
| 3  | 2023年5月24日 | 第5話 - 第6話               | ANZX-16325/6  | ANZB-16325/6  |
| 4  | 2023年6月28日 | 第7話 - 第8話、INTERMISSION | ANZX-16327/8  | ANZB-16327/8  |
| 5  | 2023年7月26日 | 第9話 - 第10話              | ANZX-16329/30 | ANZB-16329/30 |
| 6  | 2023年8月23日 | 第11話 - 第12話             | ANZX-16331/2  | ANZB-16331/2  |